# 다누마 오키쓰구
다누마 오키쓰구(일본어: 田沼 意次, 1719년 9월 11일 ~ 1788년 8월 25일)는 에도 시대 중기의 하타모토이자 후의 다이묘이다. 도토미 사가라번 초대 번주. 다누마씨 사가라번 초대 당주.

## 생애

### 출생
교호 4년(1719년)7월 27일, 에도에서 태어났다. 아명은 류스케(龍助). 그의 아버지 다누마 오키유키(田沼意行)는 원래 기슈번의 아시가루 출신이었지만 8대 쇼군 요시무네에게 등용되어 하타모토가 된 인물로 오랫동안 아들이 없어 칠면대명신(七面大明神)에게 기원하여 오키쓰구가 태어났다고 한다. 1734년 제9대 쇼군이 될 이에시게의 시동으로 발탁되었고, 교호 20년(1735년) 아버지의 녹봉 600 고쿠를 물려받았다.

### 사가라 번주 취임
엔쿄 2년(1745년) 이에시게의 쇼군 취임에 따라 에도성 혼마루 시중이 되었다. 간엔 1년(1748년) 이후 녹봉이 증가되었고 호레키 8년(1758년) 미노 구조번에서 농민 폭동이 일어나자 관련 재판을 맡기 위해 1만석 다이묘로 임명되었다.
호레키 11년(1761년), 이에시게 사망 이후에도 후계자인 10대 쇼군 이에하루의 두터운 신임을 등에 업고 파죽지세로 승진해 메이와 4년(1767년) 소바요닌 및 종4위하 2만석의 사가라번주가 되었고, 안에이 1년(1772년), 5만 7000석의 사가라번주에 로주를 겸임하여 소바요닌에서 로주가 된 첫 번째 인물이 되었다.

### 다누마 시대
당시의 로주 수좌였던 마쓰다이라 다케치카를 중심으로 한 막부 각료들은 막부의 재정 적자를 줄이기 위해 중상주의 정책을 채택하였다. 상공업자 동업조합 결성, 특산물의 전매제 실시, 광산 개발, 에조치 개척 시도, 외국과의 무역 확대, 시모우사 인바 늪을 간척하는 등의 정책을 실시했다. 그 결과, 막부 재정은 개선되고 경기도 좋아졌다. 그러나, 사회 전체의 초기자본주의화에 의해서, 조닌(상인)·공무원의 생활이 금전 중심으로 되고, 뇌물 수수가 횡행했다.
또, 도시에서 조닌 문화가 발전되는 반면, 이윤이 적은 농업에 종사하던 농민이 논밭을 방치하고 도시로 몰려들었기 때문에, 농촌이 황폐화되었다. 인바늪 운하공사의 실패 및 메이와 대화재, 아사마산 대분화 등의 재해가 발생하고 피폐화된 농촌에는 덴메이 대기근으로 불리는 식량난과 전염병 등이 생겼다. 이에 대한 다누마의 대책이 실패함에 따라 오히려 사태는 악화되었고, 점차 다누마 정치에 대한 비판이 대두되었다.
외국 무역을 흑자화하여 국내의 금 보유량을 높이고, 북방 러시아와의 무역을 시도하는 한편 히라가 겐나이 등과 친교를 맺어 난학을 극진히 보호하였다. 사농공상에 얽매이지 않고 실력주의에 근거한 인재 등용도 시도했지만, 급격한 개혁이 신분제와 주자학을 중시하는 보수적인 막부 각료의 반발을 사, 덴메이 4년 (1784년) 와카도시요리를 맡았던 아들 오키토모가 에도 성 안에서 암살된 일을 계기로 권세가 쇠약해지기 시작한다.

### 실각
덴메이 6년(1786년) 8월 25일, 쇼군 이에하루가 사망하였다. 쇼군의 장례를 준비하는 동안에 실각한다. 여기에는 다누마 반대파와 히토쓰바시 가문의 책략이 있었다고도 한다. 8월 27일 로주에서 파면된 것을 시작으로 쇼군 이에하루가 증여한 2만 고쿠 회수, 오사카 저택의 재산 몰수, 에도 저택의 양도 등을 명받았다.
그 후, 칩거 명령을 받고 2차 감봉을 당한다. 사가라 성은 파괴되고 성내에 비축된 금과 곡식은 몰수되었다. 장남은 이미 죽고, 나머지 아들 세명은 다른 집안의 양자가 되었기 때문에 손자인 오키아키가 1만 고쿠가 감소된 사가라번주 자리를 잇는 것이 허락되었다. 그와 비슷한 처지였던 야나기사와 요시야스(柳澤吉保)나 마나베 아키후사(間部詮房)가 사임만으로 처벌은 받지 않고 봉급을 계속 유지했던 것에 비하면 가장 가혹한 말로를 맞은 것이다.
덴메이 8년(1788년) 6월 24일에 사망. 향년 70세.

## 같이 보기
- 덴메이
- 마쓰다이라 사다노부 (1759년)